# 幌毛志站

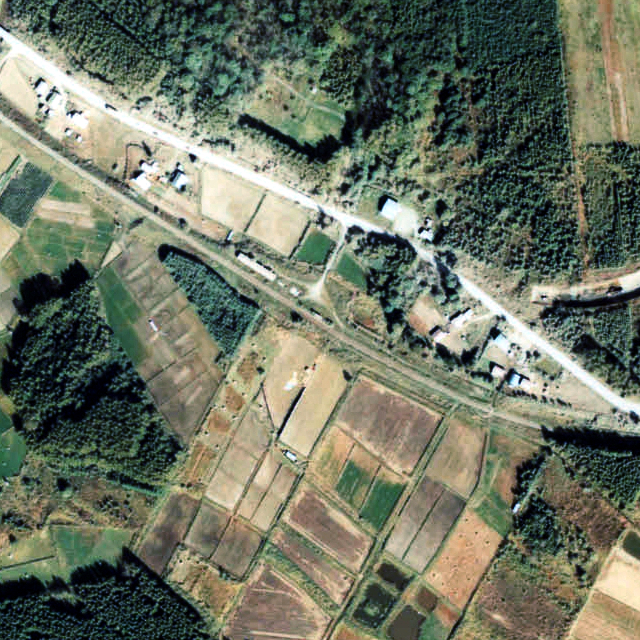
1978年的幌毛志站與方圓約500米範圍。右邊是日高町方向。

幌毛志站（日语：／ Horokeshi eki */?）是位於北海道沙流郡平取町字幌毛志，日本國有鐵道的富內線車站（廢站）。隨著富內線廢除，車站在1986年（昭和61年）11月1日廢除。

## 歷史
- 1958年（昭和33年）11月15日 - 富內站至振內站之間開通，此站啟用[1]。當時為客運車站[1]。
- 1986年（昭和61年）11月1日 - 富內線全線廢除，此站也廢除[2]。

## 車站構造
截至車站廢除前，此站是地面車站，設有1面1線的單式月台。月台位於路軌北邊（日高町方向的列車會開啟左邊車門）。此站沒有轉轍器。
在車站啟用時已經是無人車站，沒有車站大樓。月台中央部分設有候車室。

## 使用狀況
- 在1981年度（昭和56年度），1日上下車人次為3人[3]。

## 車站周邊
- 國道237號（日高國道）
- 北海道道131號平取穗別線（日语：北海道道131号平取穂別線）
- 沙流川[5]

## 現況
截至2011年（平成23年），車站遺址靠近鵡川一方遺留了混凝土橋之橋腳。在路軌遺址與國道237號相交處還有路堤。

## 其他
電影《雪之斷章 -情熱-》（1985年）於此站取景。女主角夏樹伊織（齊藤由貴演）離家來到了這個車站。

## 相鄰車站
日本國有鐵道
富內線
富內－幌毛志－振內

## 注腳
1. 1 2 3 4  石野哲（編）. . JTB. 1998: 866. ISBN 978-4-533-02980-6 （日语）.
2. 1 2  . 官報. 1986-10-14 （日语）.
3. 1 2  書籍《国鉄全線各駅停車1 北海道690駅》（小學館，1983年7月發行）107頁。
4. 1 2  書籍《北海道の鉄道廃線跡》（著：本久公洋，北海道新聞社，2011年9月發行）89-91,96頁。
5. ↑  書籍《北海道道路地図 改訂版》（地勢堂，1980年3月發行）11頁。